# Castnia lecerfi
Castnia lecerfi is een vlinder uit de familie Castniidae. De wetenschappelijke naam van de soort werd in 1913 door Karl Wilhelm von Dalla Torre.
De soort komt voor in het Neotropisch gebied in Argentinië.

## Synoniemen
- Castnia wagneri Le Cerf, 1911 non Castnia wagneri Buchecker, 1880